# マーレーガーオン
マーレーガーオン（マラーティー語：मालेगाव、英語：Mālēgāon）は、インドのマハーラーシュトラ州、ナーシク県の都市。

## 歴史
この地はもともと、マラーター王国の領土であった。
1818年、マーレーガーオンをイギリスが占拠すると、ニザーム藩王国からムスリムの移民が流入してきた。
1857年、インド大反乱が発生すると、ムスリムの移民がさらに流入してきた。
1862年、飢饉が発生すると、ヴァーラーナシーからこの地にさらなる移民が流入した。
20世紀になると、ヒンドゥーとムスリムと対立が発生し、ニザーム藩王国での混乱が拍車をかけた。

## 地理
マーレーガーオンは北緯18度25分 東経77度32分 / 北緯18.42度 東経77.53度に位置している。